# جون مانسفيلد (لاعب كرة قدم)
جون مانسفيلد (بالإنجليزية: John Mansfield)‏ هو لاعب كرة قدم بريطاني في مركز الوسط، ولد في 13 سبتمبر 1946 في كولشيستر في المملكة المتحدة. لعب مع كولتشستر يونايتد ونادي تشيلمسفورد.